# アフリカキンセンカ属
アフリカキンセンカ属（あふりかきんせんかぞく）は、キク科キク亜科キンセンカ連の属である。学名ディモルフォセカ Dimorphotheca。学名は「二形性の実」の意味。
オステオスペルマム属 Osteospermum に非常に近縁で、容易に雑種を作る。2属の区別は難しく分類は流動的で、近年では Nordenstam (1994, 1996) の系統解析により、オステオスペルマム属から Blaxium 節（O. jucundus / D. jucunda など）が移された。Gawenda & Debener (2009) によると、2属を分けることはできず、合わせてもその遺伝的変異は一般的な属に満たない。
アフリカ南部（南アフリカ共和国、ザンビア、アンゴラなど）原産。一年生または多年生の草本または低木。花卉のために栽培される。

## 種
Wikispeciesより。種の認定およびオステオスペルマム属との区別には諸説ある。
- Dimorphotheca caulescens Harv.
- Dimorphotheca chrysanthemifolia
- Dimorphotheca cuneata (Thunb.) Less.
- Dimorphotheca ecklonis DC. (syn. Osteospermum ecklonis)
- Dimorphotheca jucunda E.Phillips
- Dimorphotheca nudicaulis
- Dimorphotheca pluvialis (L.) Moensch.
- Dimorphotheca polyptera
- Dimorphotheca sinuata DC. アフリカキンセンカ (syn. Dimorphotheca aurantiaca)
- Dimorphotheca spectabilis
- Dimorphotheca tragus
- Dimorphotheca zeyheri Sond.